# Бринел
Бринел (фр. Brunelles) насеље је и општина у централној Француској у региону Центар (регион), у департману Ер и Лоар која припада префектури Ножан ле Ротру.
По подацима из 2011. године у општини је живело 563 становника, а густина насељености је износила 28,16 становника/km². Општина се простире на површини од 19,99 km². Налази се на средњој надморској висини од 187 метара (максималној 281 m, а минималној 121 m).

## Демографија
| 1962. | 1968. | 1975. | 1982. | 1990. | 1999. | 2011. |
| ----- | ----- | ----- | ----- | ----- | ----- | ----- |
| 325   | 387   | 403   | 436   | 468   | 489   | 563   |

График промене броја становника у току последњих година